# Joacine Katar Moreira
Joacine Elysees Katar Tavares Moreira (Guinea Bissau, 27 de juliol de 1982) és una política i activista portuguesa d'origen guineà.

## Biografia
Va néixer a Guinea Bissau, tot i que viu a Portugal des dels vuit anys.
Va adquirir la nacionalitat portuguesa per naturalització el 2003.
Es va llicenciar en història moderna i contemporània. Posteriorment va obtenir un màster en estudis de desenvolupament i un doctorat en estudis africans. Fundadora de l'Institut de la Dona Negra a Portugal (INMUNE), va ser inclosa com a cap de llista per Lisboa de la candidatura de Livre (L) de cara a les eleccions legislatives de Portugal d'octubre de 2019.
Va resultar electa com a diputada de l'Assemblea de la República en els comicis, estrenant així el partit representació parlamentària per primera vegada des de la seva fundació en 2014.